# Tabit
Tabit är en av stjärnorna som bildar Orions sköld, i stjärnbilden Orion. Tabit är den ljusstarkaste av dessa med magnitud 3,19. Stjärnorna är numrerade Pi-1 till Pi-6 i Bayer-beteckning.
Tabit är en gulvit stjärna av spektraltyp F6V, ungefär 26 ljusår från jorden, med Bayer-beteckningen Pi-3 Orionis och Flamsteed-beteckningen 1 Orionis.  Den är en misstänkt variabel som varierar i ljusstyrka 3,15-3,21

## Stjärnans namn
Tabit är arabiska och betyder "Den som uthärdar".
Namnet ska inte förväxlas med Thabit som kommer från samma arabiska ord. Thabit är egennamnet för Ypsilon Orionis.